# Momo Kodama
Momo Kodama (* 1972 in Osaka) ist eine japanische Pianistin.

## Leben
Kodama wurde in Osaka geboren, wuchs jedoch ab 1973 in Europa auf und besuchte gemeinsam mit ihrer älteren Schwester Mari Kodama das Pariser Konservatorium. Sie studierte bei Murray Perahia, András Schiff, Vera Gornostajewa und Tatjana Nikolajewa.
1991 debütierte sie mit dem Berkeley Symphony Orchestra im Alter von 19 Jahren als jüngste Preisträgerin des Internationalen Klavierwettbewerbs in München. Seither trat sie mit verschiedenen Sinfonieorchestern und bei Kulturfestivals in Europa und Lateinamerika auf. Bislang spielte sie sechs CDs ein.
Zu ihren musikalischen Partnern gehören die Geiger Christian Tetzlaff, Renaud Capuçon und Augustin Dumay, die Cellisten Mario Brunello, Steven Isserlis und Christian-Pierre La Marca sowie der Klarinettist Jörg Widmann. Daneben tritt sie mit ihrer Schwester, der Pianistin Mari Kodama, als Klavierduo auf.
Ihr Repertoire besteht hauptsächlich aus Werken der Moderne von Komponisten wie Tōru Takemitsu, Ichirō Nodaïra, Toshio Hosokawa, Olivier Messiaen und Jörg Widmann.

## Diskographie
- Impressions. Werke von Claude Debussy, Triton, 2009
- Point and Line. Etüden von Claude Debussy und Toshio Hosokawa, ECM, 2017